# Shaké

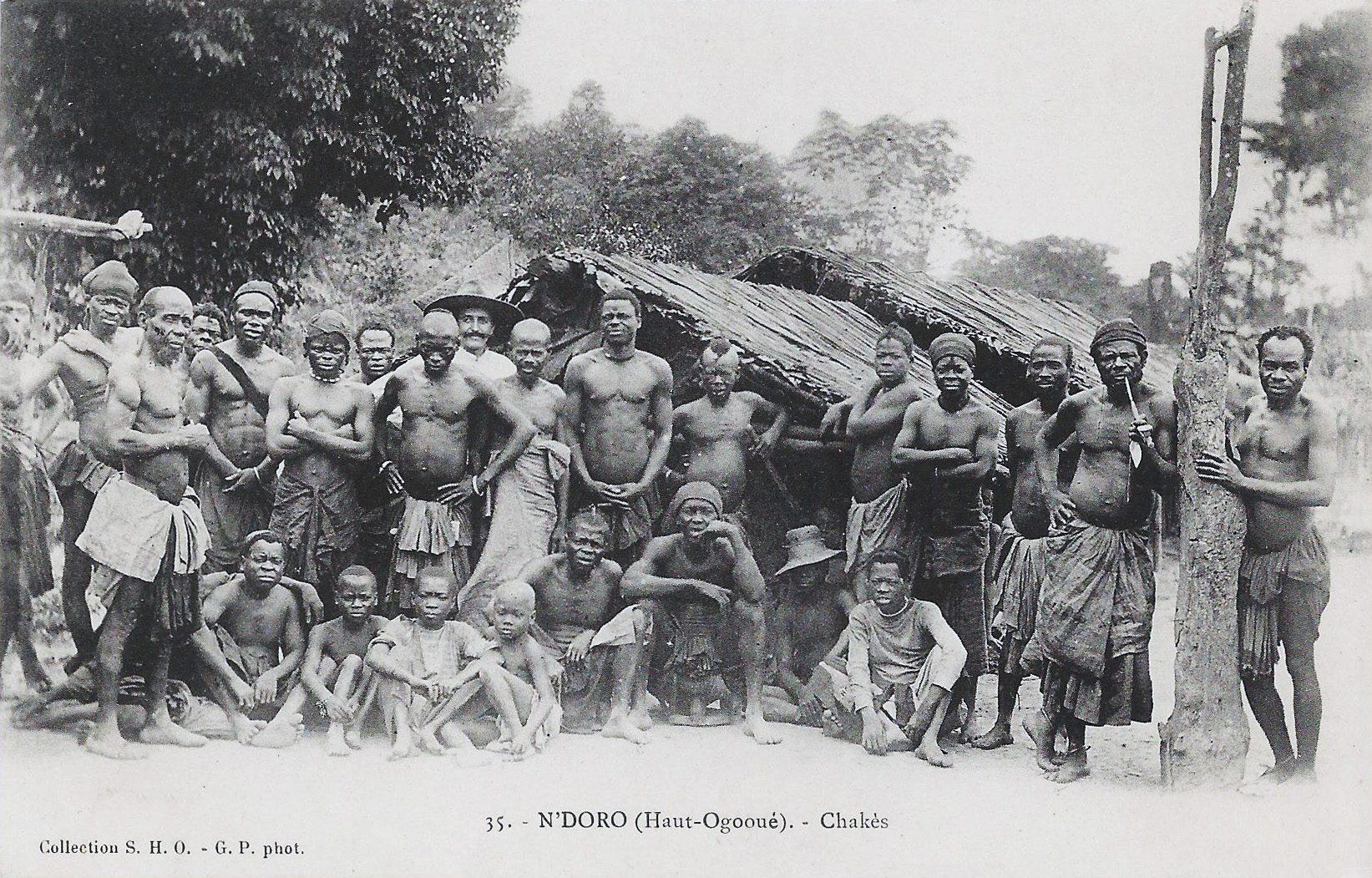
Shaké de N'Doro (Haut-Ogooué), vers 1900.

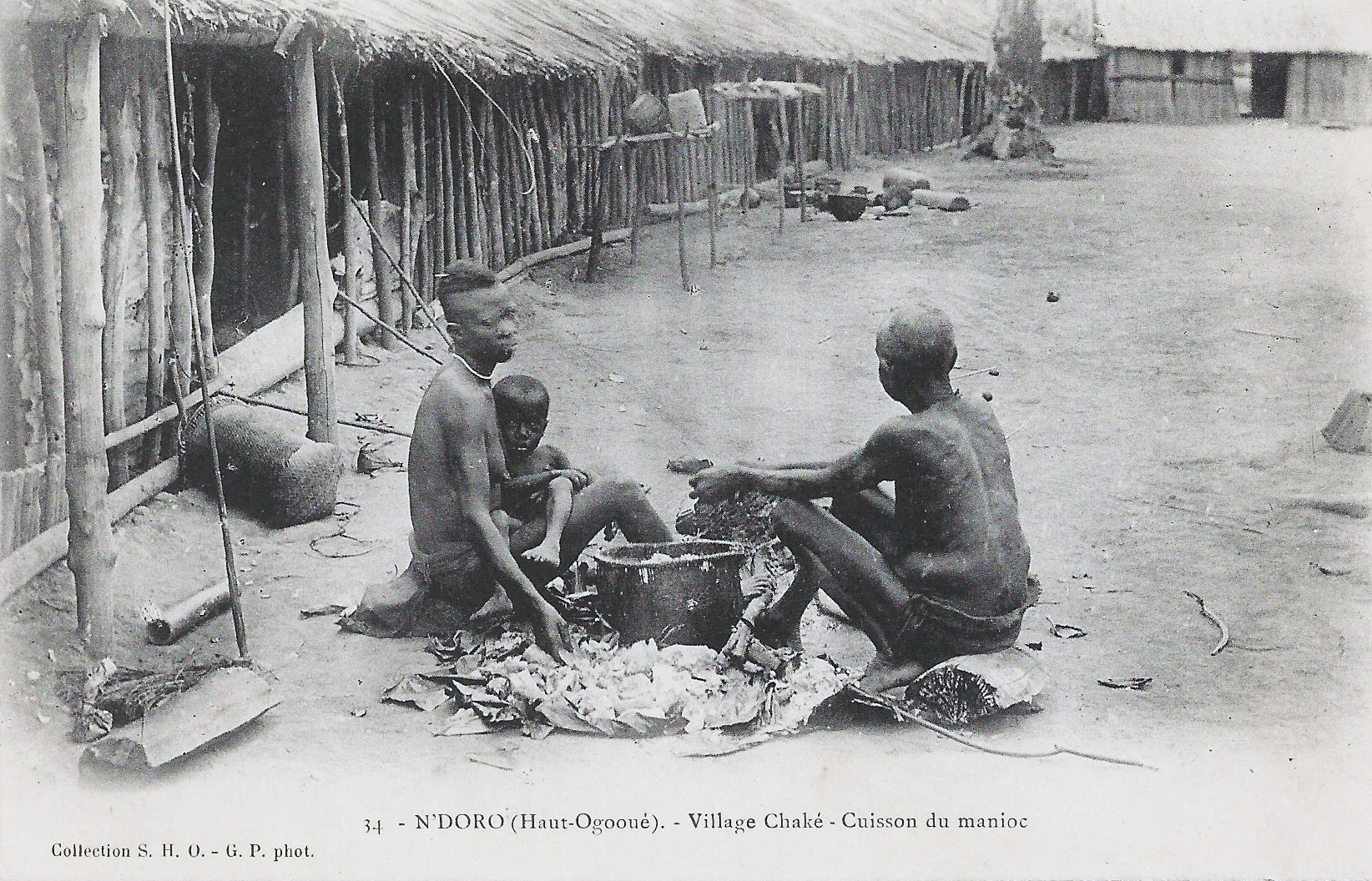
N'Doro : cuisson du manioc, vers 1900.

Les Shakés (ou Sakés, Chakés) sont un groupe ethnique minoritaire au Gabon. On les trouve principalement dans les provinces de l'Ogooué-Ivindo, à Booué et de l'Ogooué-Lolo à Lastourville. Ils font partie du groupe Ungom.

## Langues
Certains Gabonais ne connaissent pas ce groupe ethnique. Il est rare de trouver un Shaké qui ne parle que shaké. Étant minoritaires, ils sont obligés de parler les langues des ethnies qui les entourent et se confondent avec ces derniers. Un Shaké comprend facilement un Akélé. Le vocabulaire shaké est très proche de celui des Fangs.
Exemples : 
Bonjour en Shaké se dit : O Wagha et on répond : èh nè wèni.
- viens (français) nzan (fang)  zakô (shaké)
- où va tu ? (français) wa kè vè (fang) wè kè pè (shaké).